# لي فينغ
لي فينغ (بالصينية المبسطة: 雷锋 لِيفُنغ؛ بالصينية التقليدية: 雷锋 لِيفُنغ) (ديسمبر 18, 1940 – أغسطس 15, 1962) كان جندياً لجيش التحرير الشعبي في جمهورية الصين الشعبية. بعد وفاته، أُعتُبِر لي شخص منعدم الأنانية ومتواضع، كرس نفسه للحزب الشيوعي والزعيم ماو زيدونغ والشعب الصيني. في حملة «تعلَّم من الزميل لي فينغ» (向雷锋同志学习), والتي بدأها ماو عام 1963, أصبح لي رمز إعلاني على مستوى الدولة؛ والمغزى من ذلك تحفيز الشباب لحذو خطاه.
بعد وفاة ماو، بقي لي فينغ رمزاً ثقافياً يمثل انعدام الأنانية والتواضع؛ ذُكِر اسمه في الخطابات الصباحية وظهرت صوره على القمصان والتذكاريات. بفضل تخفيف القيود السياسية، أصبح بإمكان العامة وطلاب العلم الاستفسار عن حياة لي فينغ الشخصية بحرية في حقبة ما بعد ماو[بحاجة لمصدر].

## حياته
ولد في منطقة وانغشينغ، مقاطعة هونان (بالقرب من بلدة لَيفينغ، مدينة تشانغشا، مقاطعة هونان، التي سميت نسبة إليه), لي كان يتيماً منذ عمره المبكر وتربى تحت أجنحة الحزب الشيوعي. أصبح عضواً في سلك شباب الشيوعية عندما كان يافعاً وانضم إلى وحدة المواصلات في جيش التحرير الشعبي في سن العشرين. نسبةً إلى سيرته الرسمية، توفي لي بسبب حادث عام 1962 بعمر 22 عام.

## لي فينغ - الأداة الإعلانية
لي فينغ لم يكن معروفاً بشكل واسع إلا بعد وفاته. في عام 1963, تم نشر مذكرات لي فينغ لأول مرة من قِبَل لين بياو قبل الكثير من حملات «تعلَّم من لي فينغ» الإعلانية. استخدم لين لمذكرات لي كان جزء من مجهود كبير بُذل لتحسين صورة ماو، والتي عانت كثيراً بعد حملة القفزة العظيمة للأمام. الكثير من طلاب العلم الغربيين يعتقدون أن المذكرات زُوِّرَت من قِبَل متخصصوا الإعلانات في الحزب بتوجيه من لين.
تحتوي المذكرات على قرابة 200,000 كلمة تصف أفكار انعدام الأنانية مع تعليقات حماسية عن ماو والبيئة الإلهامية للحزب.
كما تم عرض صور للي فينغ يقوم بأفعال طيبة للعمّال. في معرض سوزان سونتاغ لعام 1977 تحت مسمى عالم الصورة تحت مجموعة عن التصوير, استشهدت (سوزان) بالصور التي نشرت في الكتاب تَعرِض لي فينغ يقوم بأفعال طيبة للعُمَّال كمثال للصور «التي تصور مشاهد يتضح بها انعدام تواجد مصور» وأنه «ما يجعل الصورة حقيقة في الصين، أنه من الجيد أن يراها الشعب.» بدأت الحملة عندما بدأ الاقتصاد الصيني بالتعافي من حملة القفزة العظيمة للأمام. أثناء عام 1964, تحولت حملة لي فينغ من القيام بأفعال جيدة إلى عبادة ماو.

## لي فينغ - الرمز
القادة الصينيون أشادوا بلي فينغ كتجسيد للإيثار. القادة الذين كتبوا عن لي فينغ منهم دينج شياو بينج وتشو ان لاى وجيانغ زيمين. أهميته الثقافية لا زالت تعزز من قبل الإعلام والأجهزة الثقافية لدى الحزب الشيوعي الصيني، بالإضافة إلى الحاجة إلى شخصية أخلاقية أثناء حقبة ماو. لم يعد ظهور لي فينغ في الكتب المدرسية مهماً، وتم رفضه على إثر ذلك، بالرغم من أنه يبقى جزء من المناهج الوطنية. العبارة "活雷锋 هُولِيفُنغ" (حرفياً «أن تعيش لي فينغ») أصبحت اسماً (أو صفة) لكل من يرى الناس أنه منعدم الأنانية، أو لكل من يهب لمساعدة الآخرين

## لي فينغ - الشهير

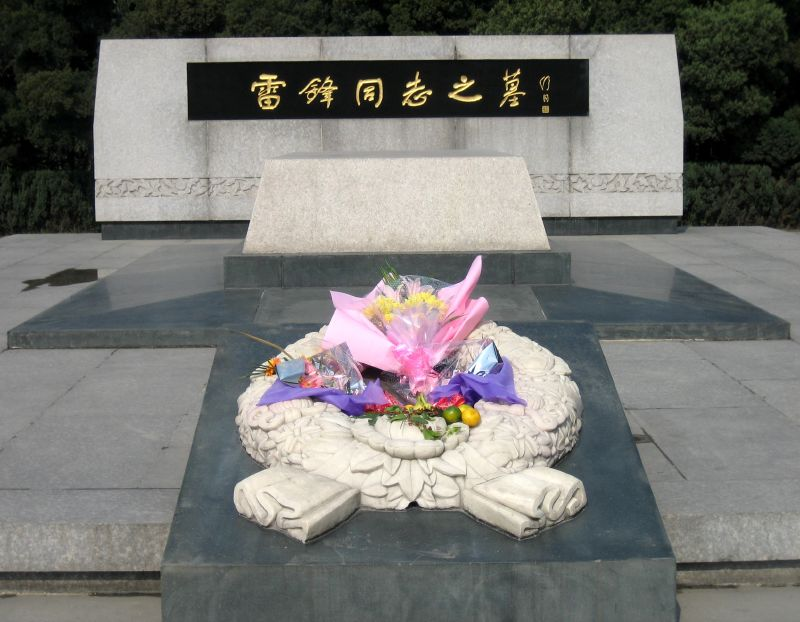
ضريح لي فينغ

بناء الحزب الشيوعي للي فينغ كجندي شهير كان شيئاً فريد من نوعه بالنسبة لجمهورية الصين الشعبية، ويختلف عن نماذج الجنود الأبطال المتعارف عليهم الذين تصنعهم الحكومات أثناء الحروب. لي فينع كان جزء من «حملة إعلانية مستمرة» في الصين للجندي كقدوة مثالية، ودليل على أن دور جيش التحرير الشعبي هو الدعم الاجتماعي والسياسي للحكومة الشيوعية.

## الأهمية الثقافية

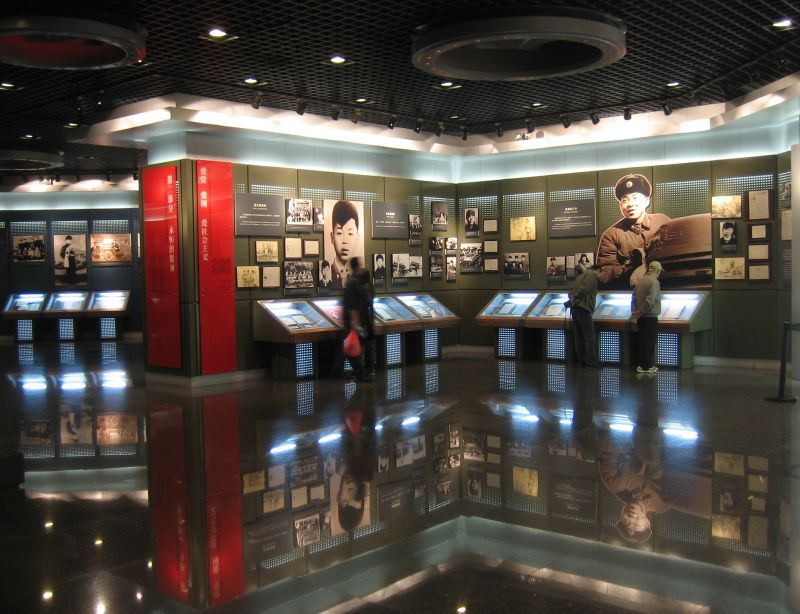
داخل متحف لي فينغ

لي فينغ رمز يستمر صداه بالتردد في الصين. يوم الخامس من مارس أصبح «يوم تعلَّم من لي فينغ» الرسمي. هذا اليوم يحتوي على نشاطات متعددة على مستوى المجتمع وعلى مستوى المدارس حيث يذهب الناس لتنظيف الحدائق والمدارس والمرافق العامة الأخرى. غالباً تقوم وكالات الأنباء المحلية بعرض صور لهذه الأحداث. .
يتم تكريم لي فينغ في مدينة تشانغشا، مقاطعة هونان ومدينة فوشون، مقاطعة لياونينغ على وجه الخصوص، تقع قاعة لي فينغ التذكارية (في مكان ميلاده، الآن تسمى ليفنغ نسبة إليه) وتمثال لي فينغ التذكاري في مدينة تشانغشا. يحمل المستشفى المحلي اسمه. هنالك أيضاً قاعة تذكارية للي فينغ مع متحف في مدينة فوشون، فقد لقي حتفه في هذه المدينة. يقع ضريحه في الأراضي التذكارية. لإحياء ذكرى لي فينغ، قامت مدينة فوشون بتسمية العديد من المعالم باسمه لتكريمه. فهنالك طريق لي فينغ، ومدرسة ابتدائية، ومدرسة متوسطة، ومصرف أيضاً.
تستمر قصة لي فينغ لتكون مرجع للثقافة الشعبية. هنالك أغنية شهيرة تسمى «جميع سكان الشمال الشرقي يعيشون لي فينغ» (东北人都是活雷锋), من أداء مغني من مقاطعة جيلين اسمه تشو كون 
أصدرت عام 1995 [بحاجة لمصدر], برزت الأغنية في الأساس في الأوساط الشمالي شرقية، ولكنها شهرتها انتشرت في جميع أنحاء الصين عندما ارتبطت برسومات كيتستش في الإنترنت عام 2001.[بحاجة لمصدر]
في مارس 2006, قامت منظمة صينية بإصدار لعبة بعنوان «تعلَّم من لي فينغ على شبكة الإنترنت» حيث يقوم اللاعب بأداء أفعال طيبة، ومهاجمة الجواسيس، ويجمع أجزاء من مجموعة ماو زيدونغ. إذا فاز اللاعب، يحضا بمقابلة ماو زيدونغ في اللعبة.

## روابط خارجية
- موقع متحف لي فنغ في فوشون، لياونينغ